# Newdigate
Newdigate – wieś w Anglii, w hrabstwie Surrey, w dystrykcie Mole Valley. Leży 38 km na południe od centrum Londynu. Miejscowość liczy 1524 mieszkańców.